# Голубка Петро Михайлович
Петро Михайлович Голубка нар. 28 серпня 1972, Колодне, Тячівський район) — колишній український футболіст, що грав на позиції нападника. Відомий за виступами у низці українських та польських клубів. По завершенні ігрової кар'єри — український футбольний тренер.

## Кар'єра футболіста
Петро Голубка народився у Закарпатській області, але свою футбольну кар'єру розпочав у сусідній Львівщині в 1992 році в на той час аматорському клубі «Цементник» із Миколаєва. У другому чемпіонаті України Петро Голубка грав уже за іншу команду з Львівщини — жидачівський «Авангард», який тоді грав у перехідній лізі. З початку наступного сезону нападник вирішив спробувати свої сили у друголіговій команді «Медіта» із Шахтарська. У цьому клубі Голубка грав досить результативно, відзначившись 7 забитими м'ячами у 18 зіграних матчах. На нападника звернула увагу вищолігова «Таврія», у якій він дебютував у найвищому українському дивізіоні на початку 1994 року. Однак у вищоліговій команді футболіст не закріпився. і закінчував сезон у першоліговому житомирському «Хіміку». Наступного сезону Петро Голубка грав у складі кіровоградської «Зірки». Цей сезон був досить успішний для кіровоградського клубу, за результатами якого команда виграла турнір першої ліги і вперше вийшла до найвищого українського дивізіону. Наступний сезон нападник розпочав виступи за інший уже вищоліговий клуб — львівські «Карпати», проте у складі команди не закріпився, і закінчив цей сезон виступами у першоліговому клубі «Закарпаття» зі своєї рідної області.
З початку сезону 1996—1997 років Петро Голубка розпочав виступи у луцькій «Волині», яка у цьому сезоні займала лідируючі позиції у турнірі першої ліги та реально претендувала на повернення до вищої ліги. Від початку сезону Голубка зіграв 18 матчів у луцькій команді, та відзначився 1 забитим м'ячем, але у міжсезонні покинув Україну, і рік провів у польському клубі «Сталь» із Стальової Волі. У середині 1998 року Петро Голубка повернувся до України, і півроку грав за вищолігову тернопільську «Ниву», а також провів один матч за її фарм-клуб — чортківський «Кристал». Після цього нетривалий час Петро Голубка грав за аматорський футзальний клуб «Миколаїв» із Львівської області. а після цього півроку грав за хмельницький клуб «Поділля». Із початку 2000 року Петро Голубка стає гравцем чернівецької «Буковини», який у цьому році виграє турнір групи «А» в другій лізі, та виходить до першої української ліги. Проте у наступному сезоні Голубка зіграв за чернівецький клуб лише 1 матч, і покидає клуб. Кінець сезону нападник грає у новоствореному клубі із Хмельницької області — «Красилів» із однойменного міста. Першу половину сезону 2001—2002 Петро Голубка знову грав у миколаївському «Цементнику», який на той час уже грав у другій українській лізі. Протягом 2002 року Голубка грав за стрийську команду «Газовик-Скала» (Стрий), яка грала у першій українській лізі. З початку 2003 року Петро Голубка знову поїхав на футбольні заробітки до сусідньої Польщі, де грав за перемишльську «Полонію». За півроку футболіст повернувся в Україну, де нетривалий час грав за аматорську команду «Ватра» з Нового Роздолу. З початку сезону 2003—2004 Петро Голубка грав за інший польський клуб — «ЯКС 1909» із Ярослава. Після закінчення виступів за польський клуб Петро Голубка припинив виступи на футбольних полях.

## Після закінчення кар'єри футболіста
Після закінчення виступів на футбольних полях Петро Голубка розпочав тренерську кар'єру. Колишній нападник працював у тренерському штабі аматорський команд СКК «Демня» та «Миколаїв» із Львівської області.

## Особисте життя
Син Петра Голубки, Юрій Голубка, також є футболістом, який грав за молодіжні команди харківського «Металіста» та донецького «Шахтаря», а також за рівненський «Верес» у другій українській лізі.

## Досягнення
- Переможець Першої ліги України: 1994–1995
- Переможець Групи «А» Другої ліги України: 1999–2000